# 雷根峰

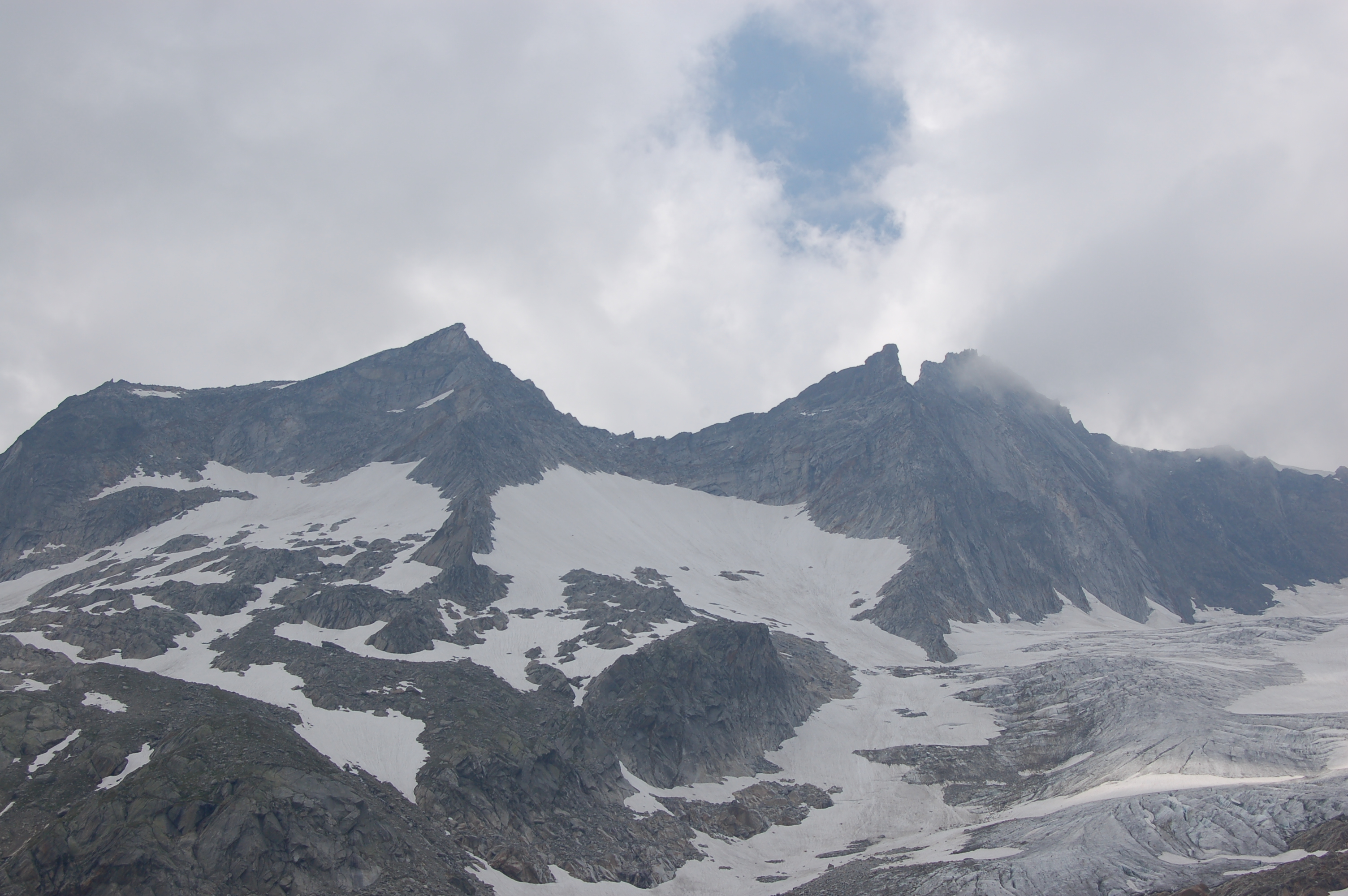

47°03′23″N 12°15′34″E / 47.056497°N 12.259472°E
雷根峰（德語：Reggenspitze），是奧地利的山峰，位於該國西部，由蒂羅爾州負責管轄，屬於維內迪傑山脈的一部分，處於大韋內迪格山麓普雷格拉滕，海拔高度3,230米。